# Sovjet-keuken
De Sovjet-keuken, de gangbare gastronomie in de voormalige Sovjet-Unie, werd gevormd door de samensmelting van de verschillende nationale keukens van dit land. Het wordt gekenmerkt door het beperkte aantal ingrediënten en vereenvoudigingen van de Franse, Russische, Oostenrijkse, Armeense, Georgische en Hongaarse keuken, doordat in de meeste delen van het land redelijk weinig keuze was. De gerechten werden op grote schaal klaargemaakt in de kantines die overal in de USSR te vinden waren. 
Een volledige "Sovjetmaaltijd" bestond uit vier gangen, meestal aangeduid als "de eerste", "de tweede, "de derde" en "de vierde": een optionele salade was "niet genummerd". In een restaurant kon men alles in een willekeurige volgorde eten, zoveel men wilde, maar in een gewone kantine kreeg men normaal gezien een "gecombineerde lunch" (kompleksny Obed):
- Eerste gang: soep of bouillon, "vloeibaar voedsel" genoemd
- Tweede gang: Vlees, vis of gevogelte, "vast voedsel", met meestal een bijgerecht, "garnituur" genaamd (aardappels klaargemaakt op verscheidene manieren of pasta)
- Derde gang: Drinken: koffie, thee, melk of kefir
- Vierde gang: Dessert

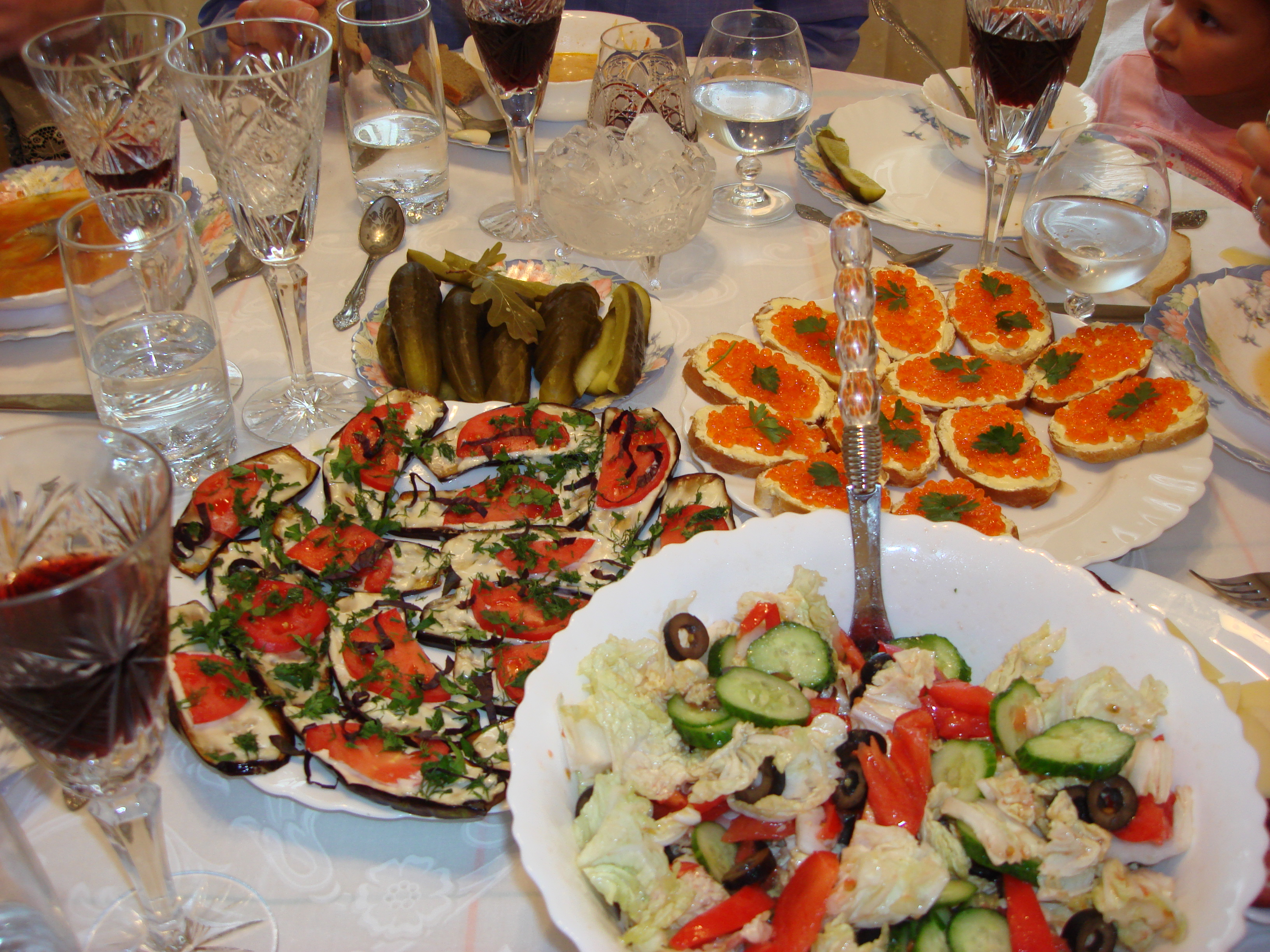
Zakoeski op een feesttafel

Groene groenten en salades werden in de kantines en restaurants steeds seizoensgebonden opgediend, en waren met enkele uitzonderingen redelijk ongewoon aan tafel thuis. Specerijen werden enkel in kleine hoeveelheden gebruikt, wat het eten een milde smaak gaf. Belangrijk was dat men weinig verschil zag tussen het ontbijt, het middageten en het avondeten, en men donderdag in plaats van vlees vis at. Deze gewoonte bestaat nog in grote delen van Rusland. De regering spoorde de bevolking aan om "veel te eten tijdens de maaltijden, maar daartussen niets". Meestal verving men saus door zure room of boter.
De maaltijden op vakantie waren een stuk uitgebreider: zware sauzen, gemarineerd vlees en gesmolten kaas werden veel gegeten. Vaak was de keuze aan tafel een kwestie van eer voor de familie.

## Typische gerechten

### Zakoeskiensalades
- Russische salade (niet te verwarren met de Nederlandse huzarensalade)
- Gedresseerde haring
- Kholodets (gelatine met groenten en vlees)
- Vinegret: Russische variant het Franse vinaigrette - rode bietensalade met ajuinen, pickles, gekookte aardappelen en wortelen, gedresseerd met zonnebloemolie
- Vitaminniy salat (vitaminesalade): een op kool gebaseerde salade met seizoensgebonden groenten zoals tomaten, komkommers, uien, wortelen, enz.
- Zuurkool gemengd met wortelen, geserveerd als salade
- Koreyscha Sabzili Salat: een pikante wortelsalade, afkomstig uit Korea

### Eerste gang
- Borsjtsj (Oekraïens)
- Kippensoep met noedels
- Chartsjo (Georgisch)
- Okrosjka (groentesoep)
- Erwtensoep

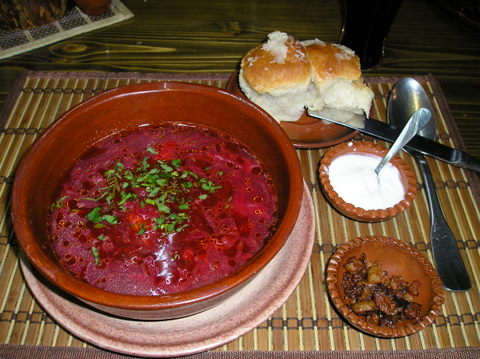
Borsjt

- Rassolnik: soep met onder andere niertjes en komkommers
- Sjtsji: soep van wittekool en wintergroenten
- Soljanka: zure soep met vlees, vis of champignons
- Ukha: soort vissoep

### Tweede gang

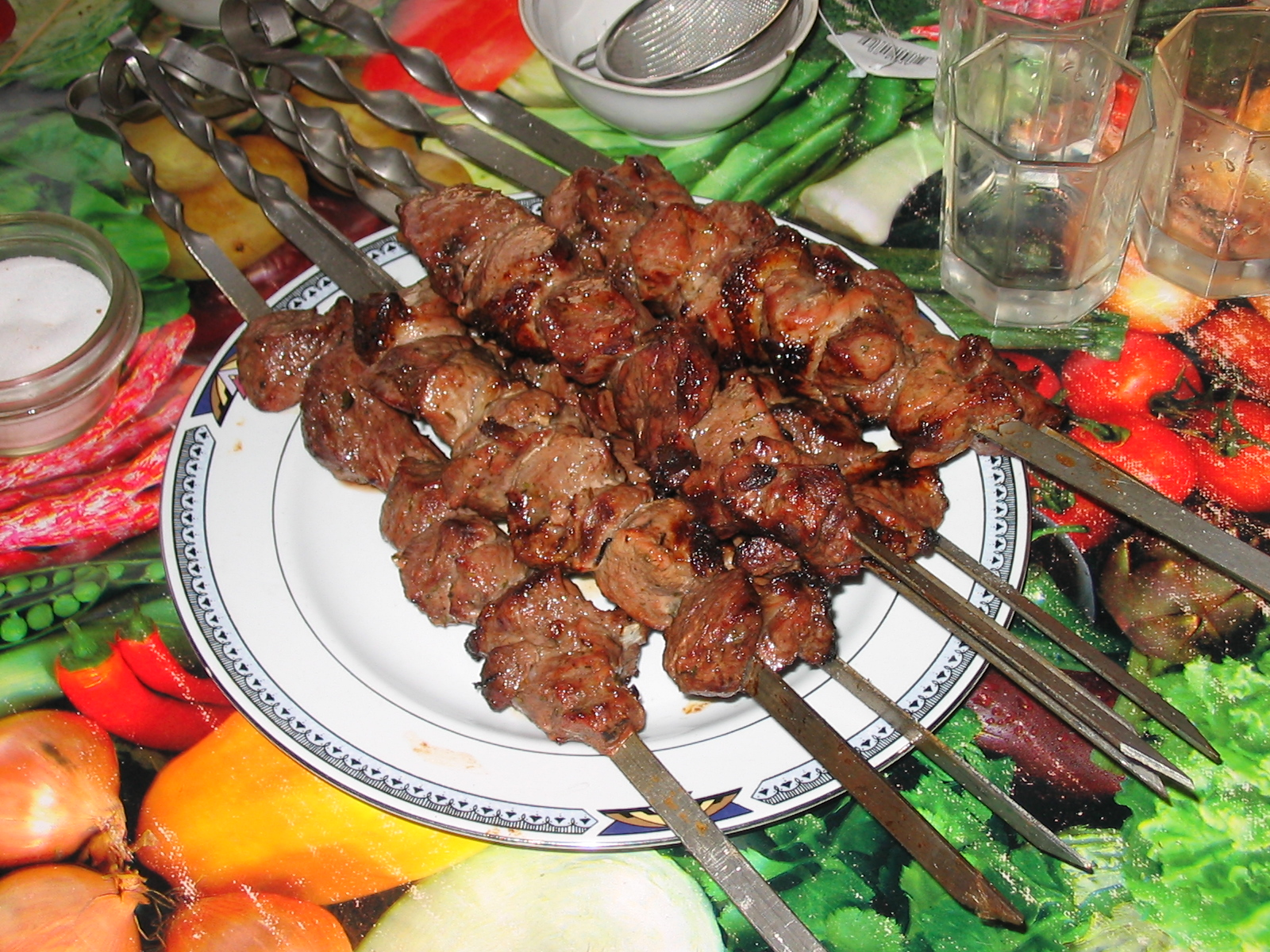
Sjasliek

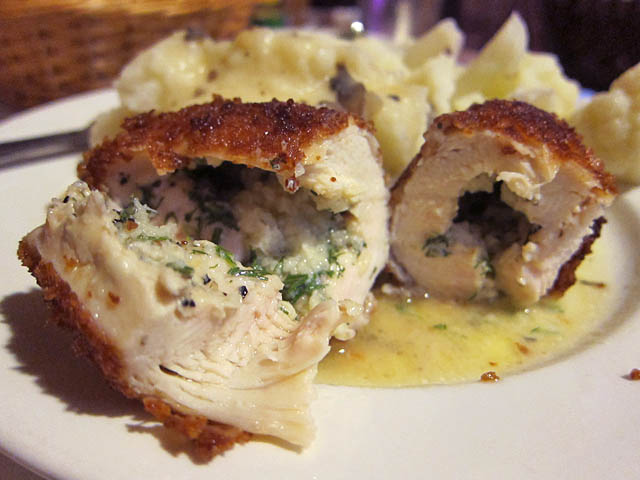
Kip Kiev

- Bœuf Stroganoff: biefstuk met een pittige saus
- Kip Kiev: gepaneerde ontbeende kippenborst gerold rond lookboter en kruiden
- Kotelet of gehaktbal
- Dumplings in verschillende vormen, zoals Pelmeni (Russisch), Pierogi (Oekraïens), Chinkali (Georgisch) en Mantu (Centraal-Aziatisch)
- Goulash, ragout en verscheidene andere soorten stoofpotten
- Gołąbki: Rijst en vlees gewikkeld in koolbladeren met tomatensaus
- Pilav (Oezbeeks)
- worsten
- Sjasliek (Armeens): brochette met soort kebab
- Tsjeboereki (Krim-Tataars): Gefrituurd deeg met een vulling van verscheidene groenten en ajuinen

### Derde gang
- Warme chocolademelk
- Koffie met melk
- Kefir
- Kissel: op zetmeel gebaseerde fruitgelei
- Kompot
- Kvas
- Melk
- Rjasjenka (Oekraïens)
- Thee

### Dessert
- Biscuits
- Koekjes
- Taarten
- Halva

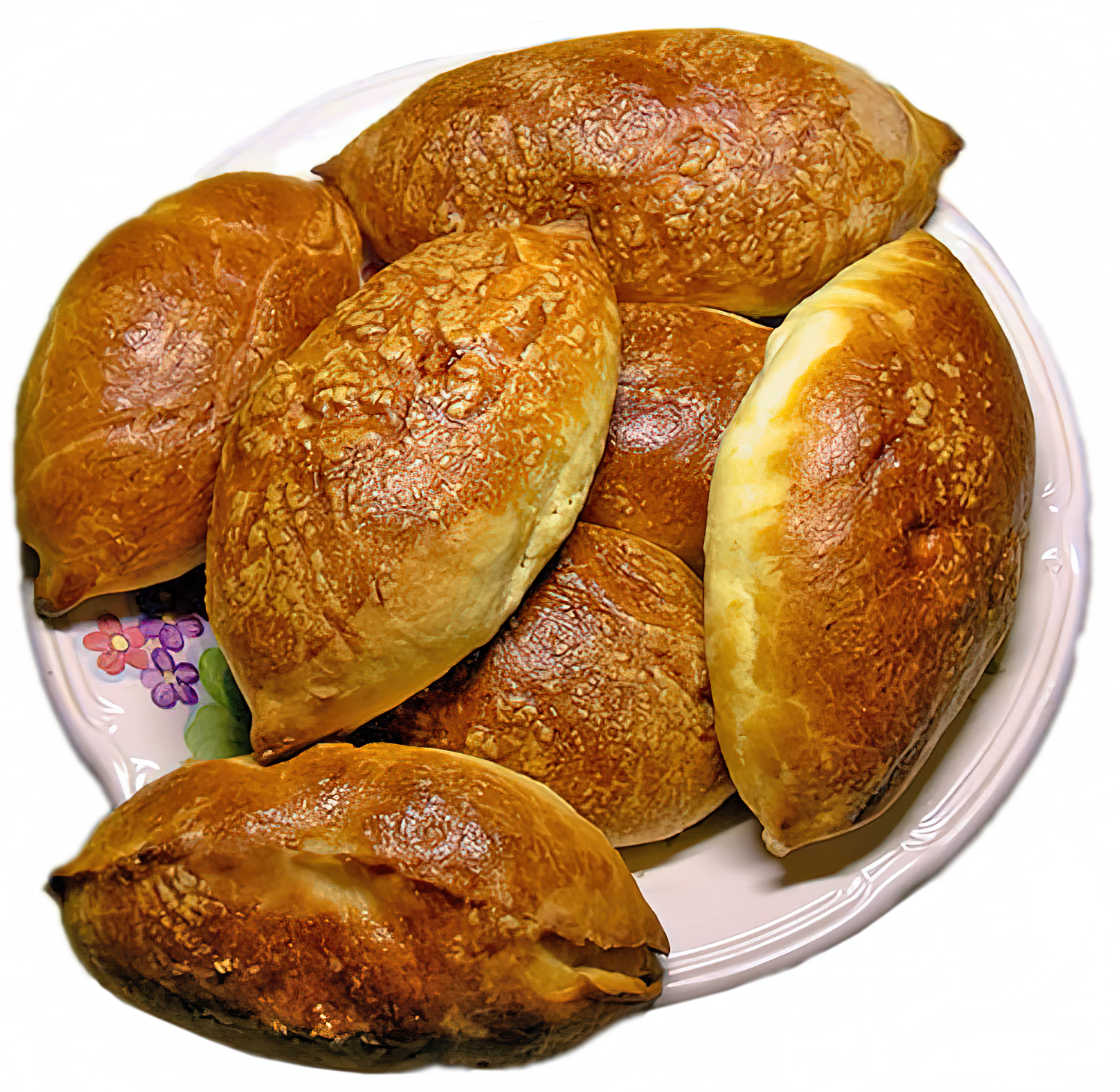
Pirosjki

- Pirosjki: Gebakken broodjes met zoete of hartige vulling

### Ontbijt
- Blini
- Worst
- Pirosjki
- Sjasliek
- Kvas